# Chiapanec-Mangue (jezična porodica)
Manguean (Chiapanec-Mangue), porodica indijanskih jezika i plemena raširenih po meksičkim državama Chiapas i Oaxaca, i srednjoameričkim državama Nikaragva, Honduras i Kostarika. Porodica Manguean vodi se kao dio Velike porodice Oto-Manguean a obuhvaća jezike i plemena: Chiapanec iz Chiapasa, nestale Mangue s plemenima Diria i Nagrandan iz Nikaragve, nestale Chorotega i Choluteca iz Hondurasa, i Orotiña Indijance iz Kostarike s plemenima Orosi ili Orisi što žive južno od jezera Nicaragua i Nicoya s poluotoka Nicoya, čiji se potomci danas izdaju za izumrle Chorotege, pa ih i SIL vodi pod tim imenom. 

## Vanjske poveznice
- Ethnologue (14th)
- Ethnologue (15th)

Ethnologue (16th)